# Hylodes perere
Hylodes perere é uma espécie de anfíbio da família Hylodidae. Endêmica do Brasil, pode ser encontrada na Serra da Mantiqueira no município de Santa Bárbara do Monte Verde, no estado de Minas Gerais.